# Ocelová krysa
Ocelová krysa, anglicky The Stainless Steel Rat, je dvanáctidílná série satirických sci-fi románů Harryho Harrisona.

## Popis
Děj se odehrává ve vzdálené budoucnosti. Hlavním hrdinou série je zloděj a podvodník 'James Bolivar diGriz,' přezdívaný také „Kluzký Jim“ a označující sám sebe jako „krysu z nerezové oceli“ – tvora, který je schopen žít mimo společnost a navzdory společnosti dokonce i ve světě tvořeném moderními technologiemi (obrazně: „nerezovou ocelí“), kde je čím dál obtížnější najít příležitost pro útěk či úkryt. Je sebevědomý, sympatický, výřečný a obratný. Je expertem ve všemožných oborech majetkové trestné činnosti i v bojových uměních. Má silný, byť značně nekonformní morální kodex. Okrádá hlavně velké instituce a korporace kryté pojištěním a ospravedlňuje se tím, že jeho přístup udržuje společnost ve střehu, poskytuje jí zábavu a chrání ji před hlubším zabřednutím do dekadence a kulturního úpadku. Obyčejným lidem se snaží neubližovat, nebo je i aktivně chrání. Zakládá si na tom, že není vrahem; to mu však nebrání příležitostně s lidmi bezostyšně manipulovat a ovlivňovat jejich osudy.
Postava diGrize byla poprvé uvedena v novele „The Stainless Steel Rat“ (1957), kde popisuje, jak byl po dokonale naplánované a zdánlivě úspěšné loupeži přechytračen a polapen tajuplnými „speciálními jednotkami“. Namísto očekávaného trestu mu však šéf této organizace, rovněž bývalý zločinec, nabídne možnost pracovat pro speciální jednotky a pomáhat v boji proti zločincům, představujícím větší hrozbu – násilníkům, vrahům, megalomanským tyranům a podobným. DiGriz přijímá.
Příběh úvodní novely byl znovu použit (společně s novelou The Misplaced Battleship, 1960) jako úvodní část prvního románu série, který vyšel pod stejným názvem o čtyři roky později.

## Knihy
| Titul originálu                             | Vydáno | Titul česky                       | Chronologie v rámci série |
| ------------------------------------------- | ------ | --------------------------------- | ------------------------- |
| The Stainless Steel Rat                     | 1961   | Ocelová krysa (1995)              | 4                         |
| The Stainless Steel Rat's Revenge           | 1970   | Ocelová krysa se mstí (1996)      | 5                         |
| The Stainless Steel Rat Saves the World     | 1972   |                                   | 6                         |
| The Stainless Steel Rat Wants You           | 1978   | Ocelová krysa jde po tobě! (1997) | 7                         |
| The Stainless Steel Rat for President       | 1982   | Ocelová krysa prezidentem (1997)  | 8                         |
| A Stainless Steel Rat Is Born               | 1985   | Zrození ocelové krysy (1997)      | 1                         |
| The Stainless Steel Rat Gets Drafted        | 1987   | Ocelová krysa rukuje (1997)       | 2                         |
| The Golden Years of the Stainless Steel Rat | 1993   |                                   | 12                        |
| The Stainless Steel Rat Sings the Blues     | 1994   | Ocelová krysa zpívá blues (1997)  | 3                         |
| The Stainless Steel Rat Goes to Hell        | 1996   |                                   | 9                         |
| The Stainless Steel Rat Joins the Circus    | 1999   |                                   | 10                        |
| The Stainless Steel Rat Returns             | 2010   |                                   | 11                        |

## Gamebook
Harrisonovi vyšel v roce 1988 i gamebook You Can Be The Stainless Steel Rat (česky vyšel roku 1996 pod názvem Krysa z nerez oceli).

## Přijetí
Floyd C. Gale ohodnotil v recenzi pro Galaxy Science Fiction první román čtyřmi hvězdičkami z pěti. Uvedl: ač pouhá zábava, podtrhuje úlohu sci-fi jako zdroje spekulativních úvah o možných problémech.